# Tatocnemis mellisi
Tatocnemis mellisi – gatunek ważki z monotypowej rodziny Tatocnemididae. Endemit Madagaskaru; znany tylko z okazu typowego odłowionego w 1934 roku w okolicach miasta Ambanja w północno-zachodniej części wyspy.